# Die beiden Schwestern (1914)
Die beiden Schwestern (Alternativtitel: Teddy’s Verhältnis) ist eine deutsche Filmkomödie von 1914 innerhalb der Stummfilmreihe Teddy. Hauptdarsteller ist Paul Heidemann.

## Handlung
Eine vernachlässigte Frau gibt vor, ihre Schwester zu sein und flirtet als diese mit ihrem Mann, bis die echte auftaucht. 

## Hintergrund
Der Film hat eine Länge von zwei bzw. drei Akten auf 985 Metern, das entspricht ca. 54 Minuten. Produziert wurde der Stummfilm von Lloyd Film (s. a. Cleyd) (Deutschland) bzw. Polo (SLO). Die Verleihfirma war Urbach, Berlin (Nr. 760). Die beiden Schwestern wurde von der Polizei Berlin unter der Nummer 14.22 mit einem Jugendverbot belegt, ebenso wie von der Polizei München unter den Nummern 18270, 18271 und 18272. Die österreichische Zensur gab ihn am 23. April 1914 für die Jugend frei.